# باشگاه فوتبال مکلسفیلد تاون
باشگاه فوتبال مکلسفیلد تاون (به انگلیسی: Macclesfield Town Football Club) یک باشگاه فوتبال در شهر مک‌کلسفیلد، کشور انگلستان است که در سال ۱۸۷۴ میلادی تأسیس شده‌است. این باشگاه در سال ۲۰۲۱ منحل و نام این باشگاه به باشگاه فوتبال مکلسفیلد تغییر یافت.